# Вепш (Вармінсько-Мазурське воєводство)
Вепш (пол. Wieprz) — село в Польщі, у гміні Залево Ілавського повіту Вармінсько-Мазурського воєводства.
Населення — 108 осіб (2011).
У 1975-1998 роках село належало до Ольштинського воєводства.

## Демографія
Демографічна структура станом на 31 березня 2011 року:
|          | Загалом | Допрацездатний вік | Працездатний вік | Постпрацездатний вік |
| -------- | ------- | ------------------ | ---------------- | -------------------- |
| Чоловіки | 54      | 13                 | 35               | 6                    |
| Жінки    | 54      | 14                 | 29               | 11                   |
| Разом    | 108     | 27                 | 64               | 17                   |